# Paineira
Há várias espécies conhecidas como paineira no Brasil, quase todas pertencendo ao gênero Ceiba (antes, Chorisia) da família Malvaceae (antes, Bombacaceae)
De todas, a mais conhecida é a paineira da espécie Ceiba speciosa (St.-Hill.) Ravenna, nativa das florestas brasileiras e da Bolívia, inicialmente descrita como Chorisia speciosa St. Hilaire 1828.
Outros nomes vulgares: barriguda, árvore-de-lã, paina-de-seda, paineira-branca, paineira-rosa, árvore-de-paina, paineira-fêmea.
Outras espécies conhecidas como paineira:
- Ceiba glaziovii
- Eriotheca gracilipes:  paineira-do-cerrado
- Spirotheca rivieri: paineira-amarela

## Características
É uma árvore de até 30 metros de altura, tronco cinzento-esverdeado com estrias fotossintéticas e fortes acúleos rombudos, muito afiados nos ramos mais jovens.
O tronco das paineiras tem boa capacidade de sintetizar clorofila (fazer fotossíntese) e tem coloração esverdeada até quando tem um bom porte; isto auxilia o crescimento mesmo quando a árvore está despida de folhas; é comum, também, paineiras apresentarem uma espécie de alargamento na base do caule, daí o apelido "barriguda".

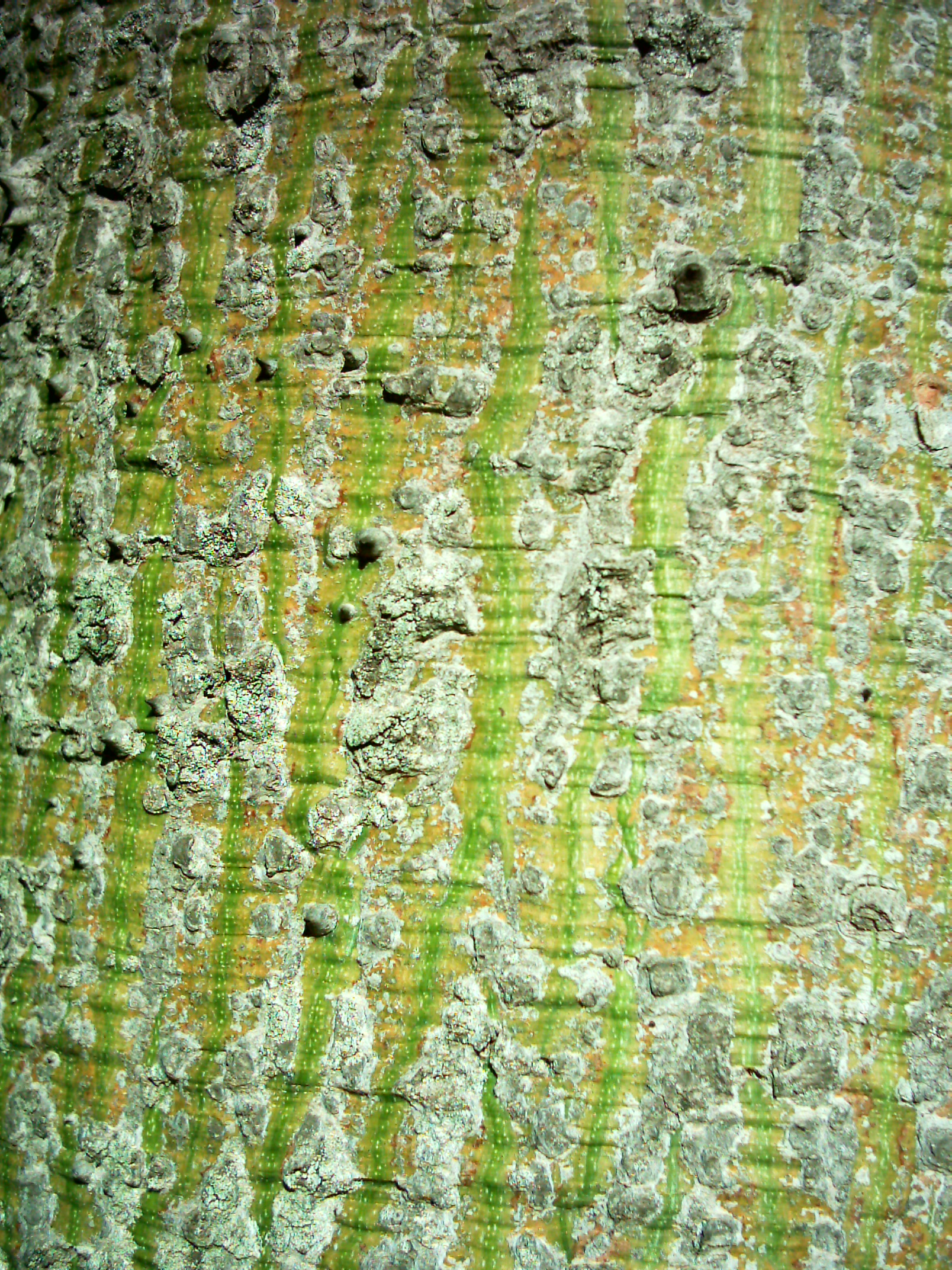
Detalhe do tronco, com tecidos fotossintéticos (fotografada em Portugal)

As folhas são compostas palmadas e caem na época da floração. As flores são grandes, com cinco pétalas rosadas com pintas vermelhas e bordas brancas. Há uma variedade menos comum, com flores brancas.

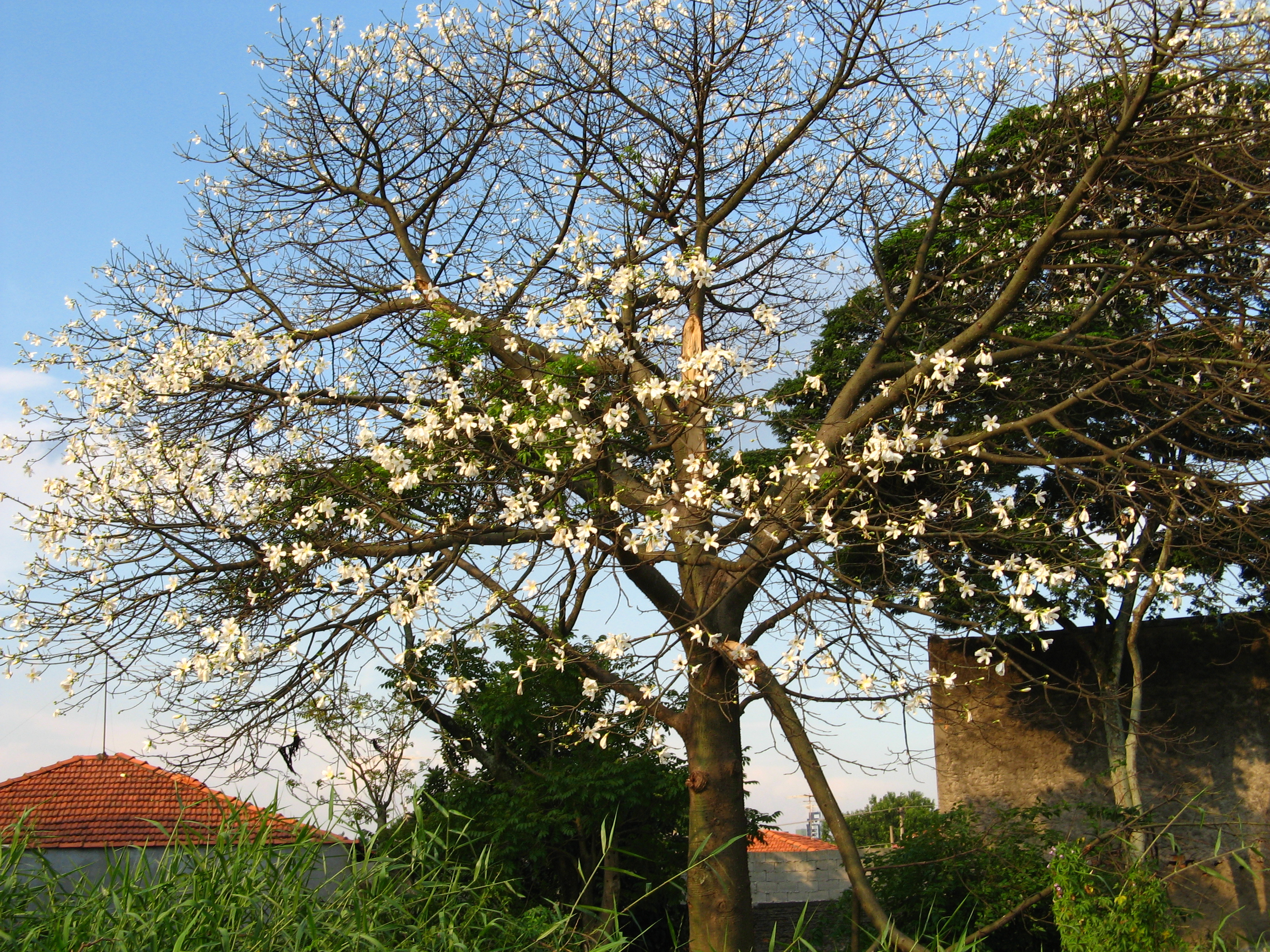
Paineira-branca, variedade menos comum, com flores brancas, no parque Ceret, em São Paulo, no Brasil

Seus órgãos reprodutivos encontram-se unidos em um longo androginóforo.
Os frutos são cápsulas verdes, que, quando maduras, rebentam (deiscentes), expondo as sementes envoltas em fibras finas e brancas que auxiliam na flutuação e que são chamadas paina.
A partir dos vinte anos de idade, aproximadamente (sudeste brasileiro), os espinhos costumam começar a cair na parte baixa do caule e, gradualmente, também caem nas partes mais altas da árvore, com o engrossamento da casca.
Diz-se, no Brasil, que isto permite à árvore receber ninhos de pássaros, o que seria impossível de acontecer quando esta tinha espinhos longos e pontiagudos; assim, flores e frutos já não estão presentes, mas a árvore continua a dar sua contribuição à natureza hospedando os passarinhos. Esta não é uma regra para todas as paineiras; algumas paineiras com mais de vinte metros, por exemplo, continuam com espinhos muito grandes na parte baixa, provavelmente como defesa de insetos do local.

## Usos
A paina é uma fibra fina e  sedosa, mas pouco resistente, não sendo muito aproveitada na confecção de tecidos, mas mais como preenchimento de travesseiros e brinquedos de pelúcia. Uma grande paineira pode deixar um tapete branco de paina caída aos seus pés no final da época de frutificação.
Especialmente por suas qualidades ornamentais — tronco imponente, normalmente bastante espinhoso quando a árvore é jovem, folhagem quase sempre decídua, de um verde muito brilhante, flores grandes e coloridas e frutos que expõem as painas como flocos de algodão em seus ramos —, as paineiras são cultivadas em meio urbano e em jardins, mesmo fora da sua área de ocorrência natural (como em Portugal).
Por terem crescimento rápido, são bastante populares na recuperação de áreas degradadas.

## Galeria

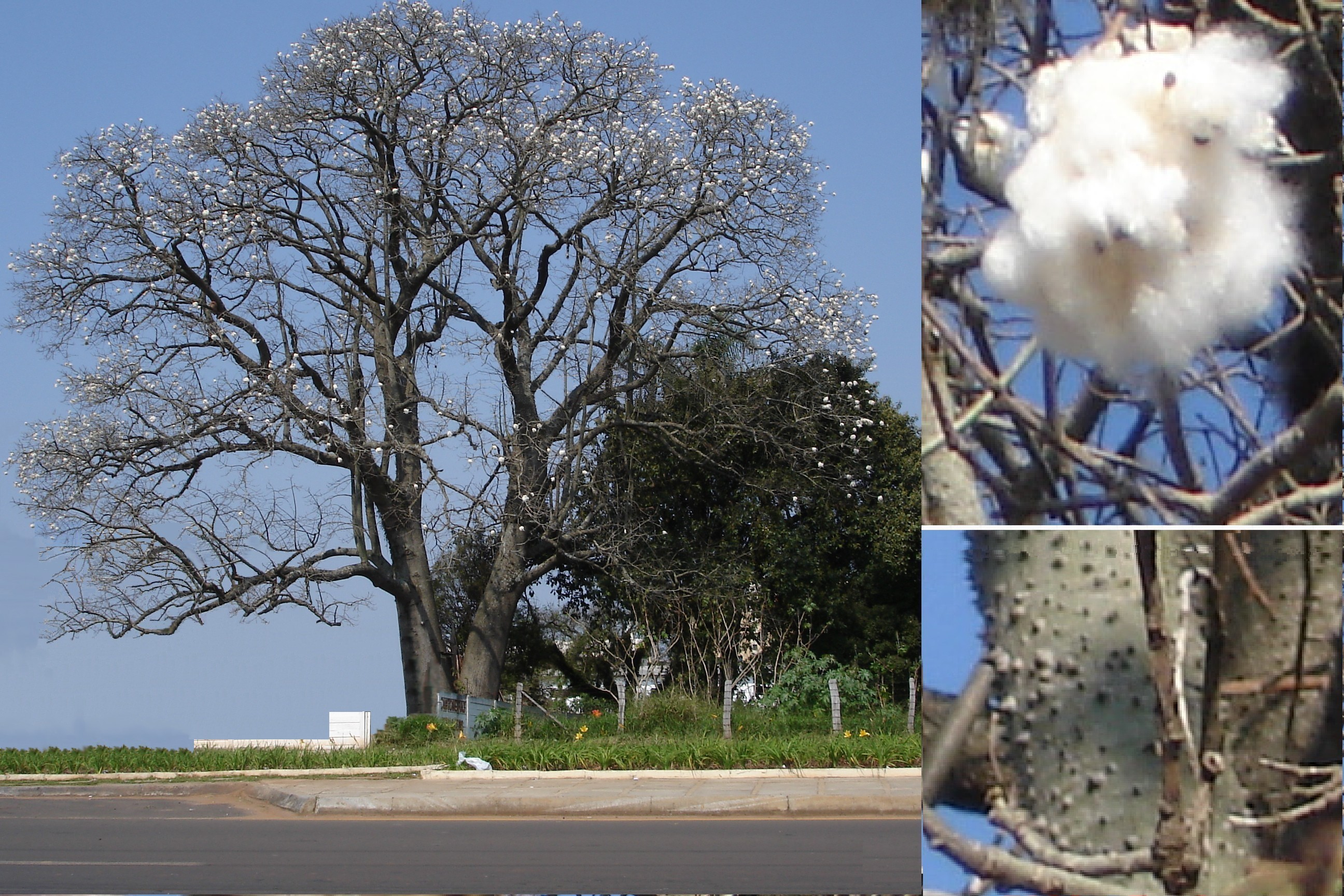
Paineira com paina. À direita, em cima: sementes envoltas em paina. À direita, embaixo: tronco com acúleos.
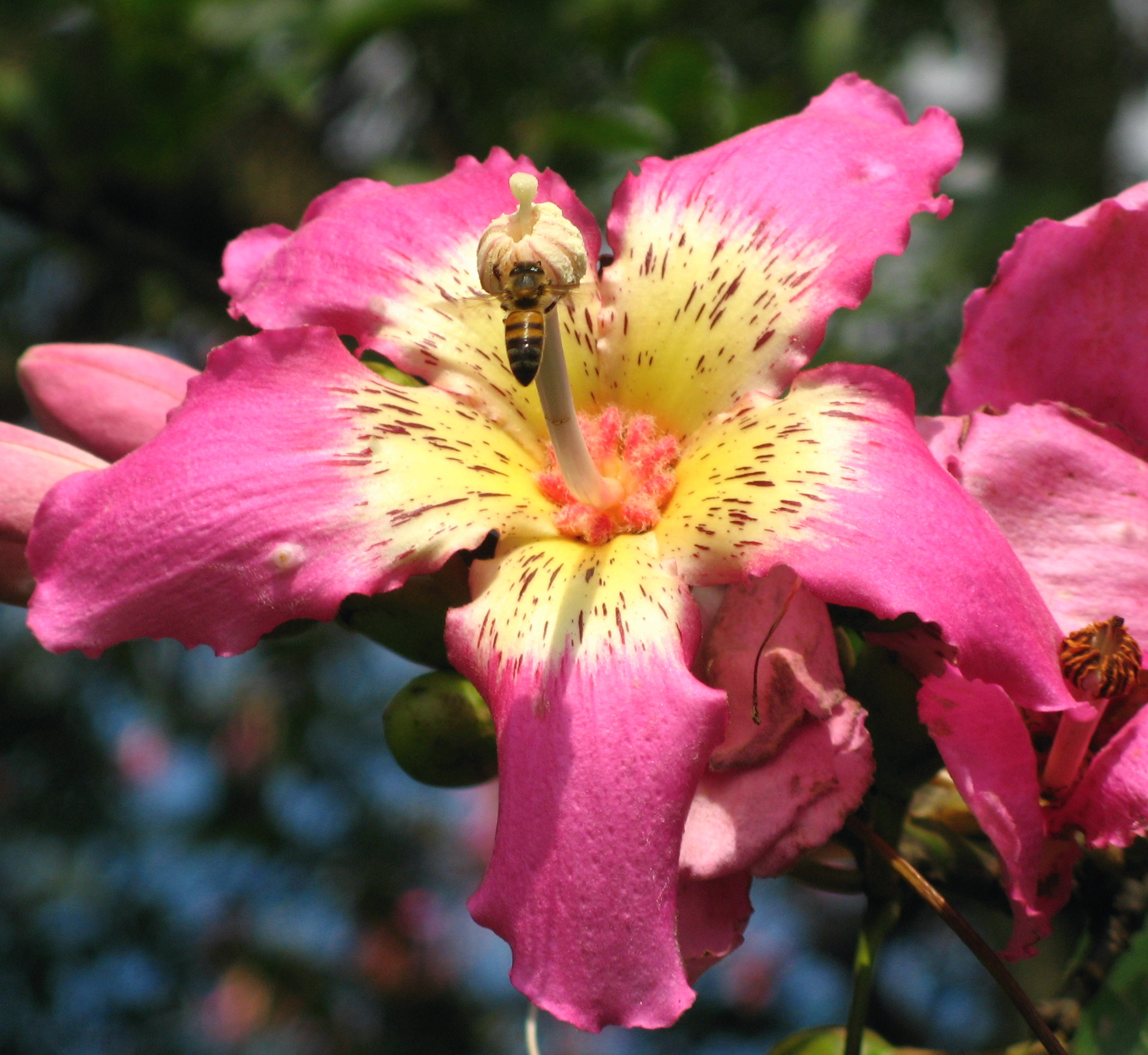
Paineira-rosa: detalhe da flor recebendo abelha polinizadora
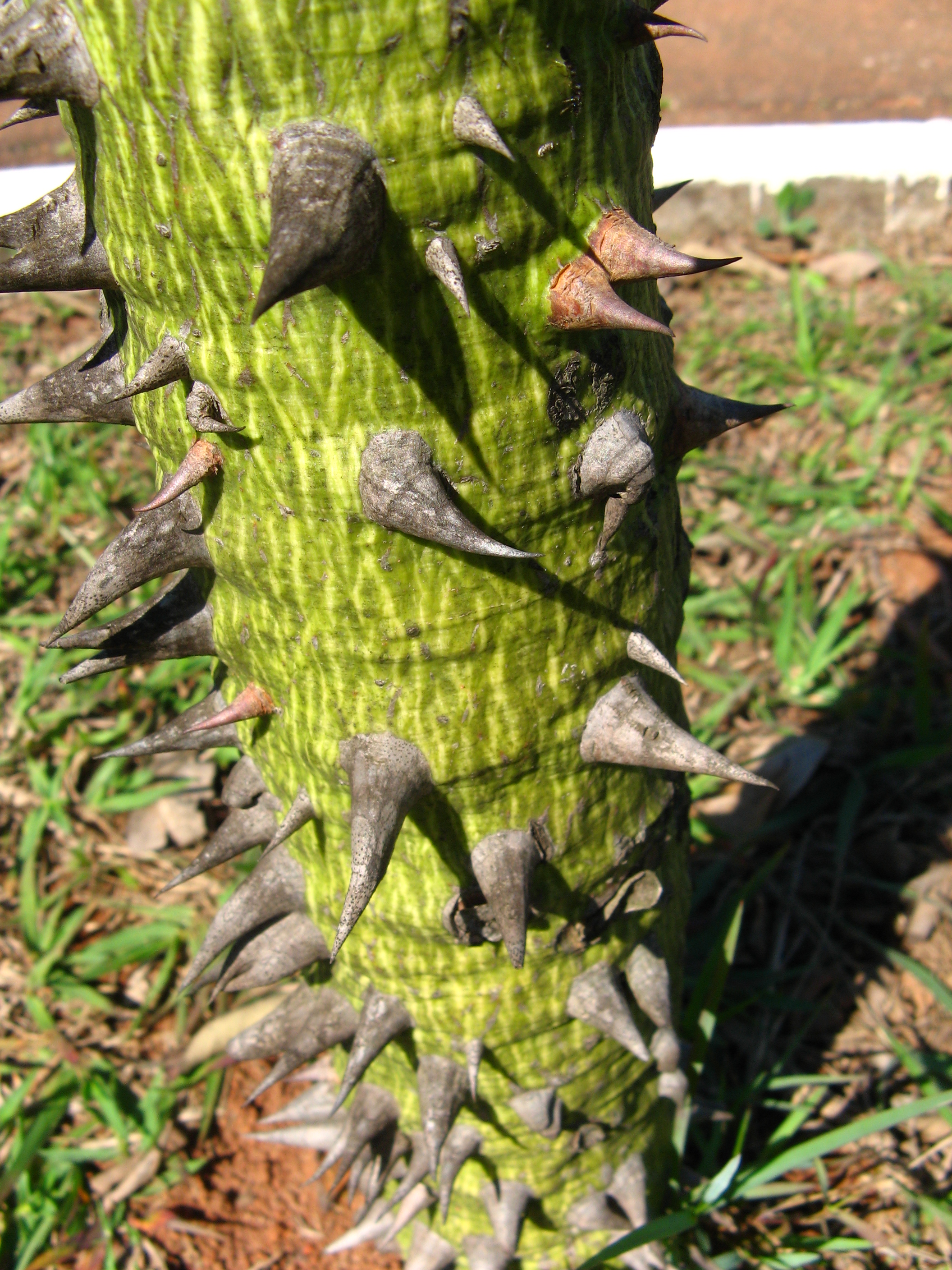
Jovem, verde com acúleos.
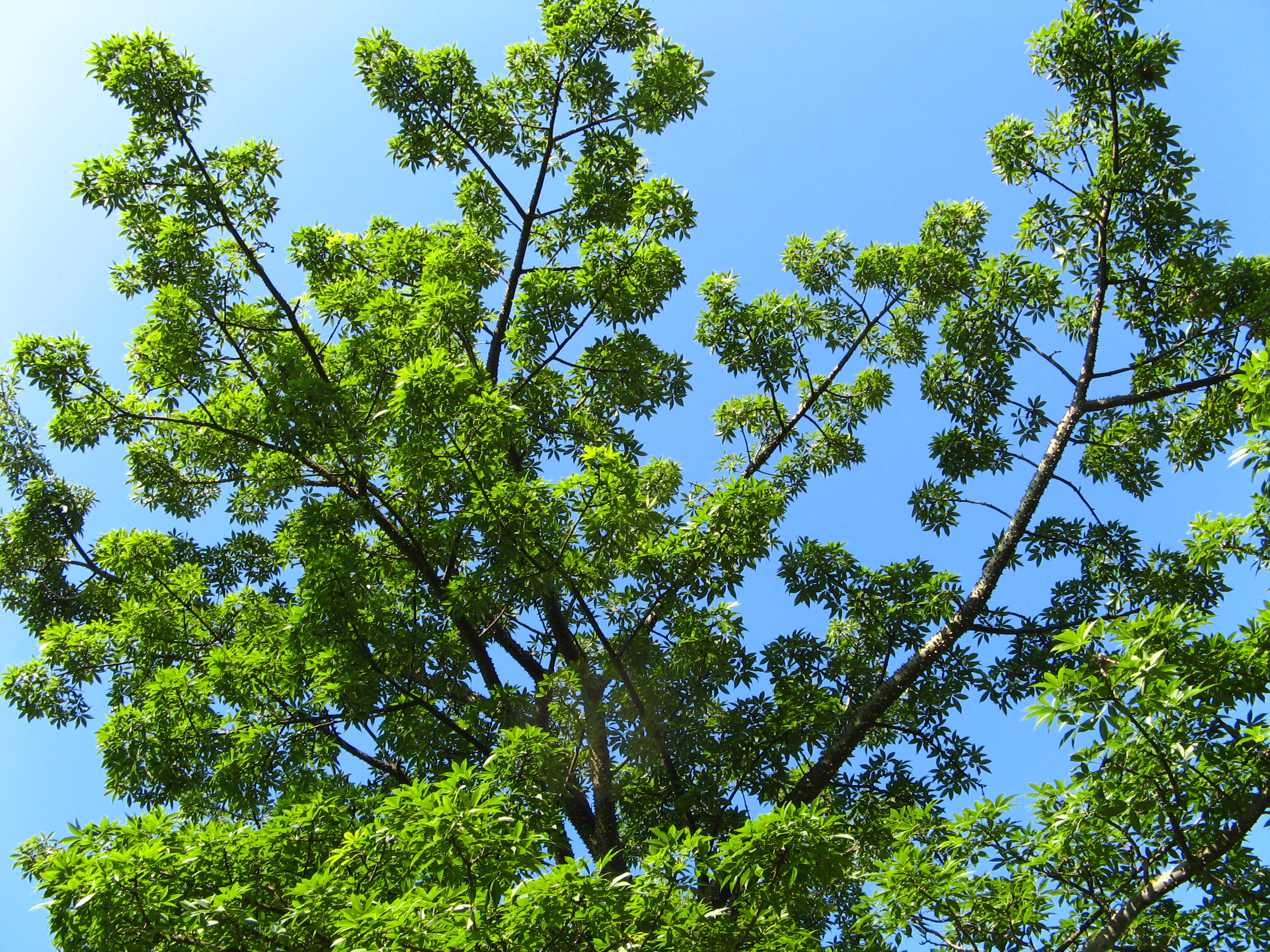
Paineira-rosa: detalhe da copa e folhas de um belíssimo verde brilhante
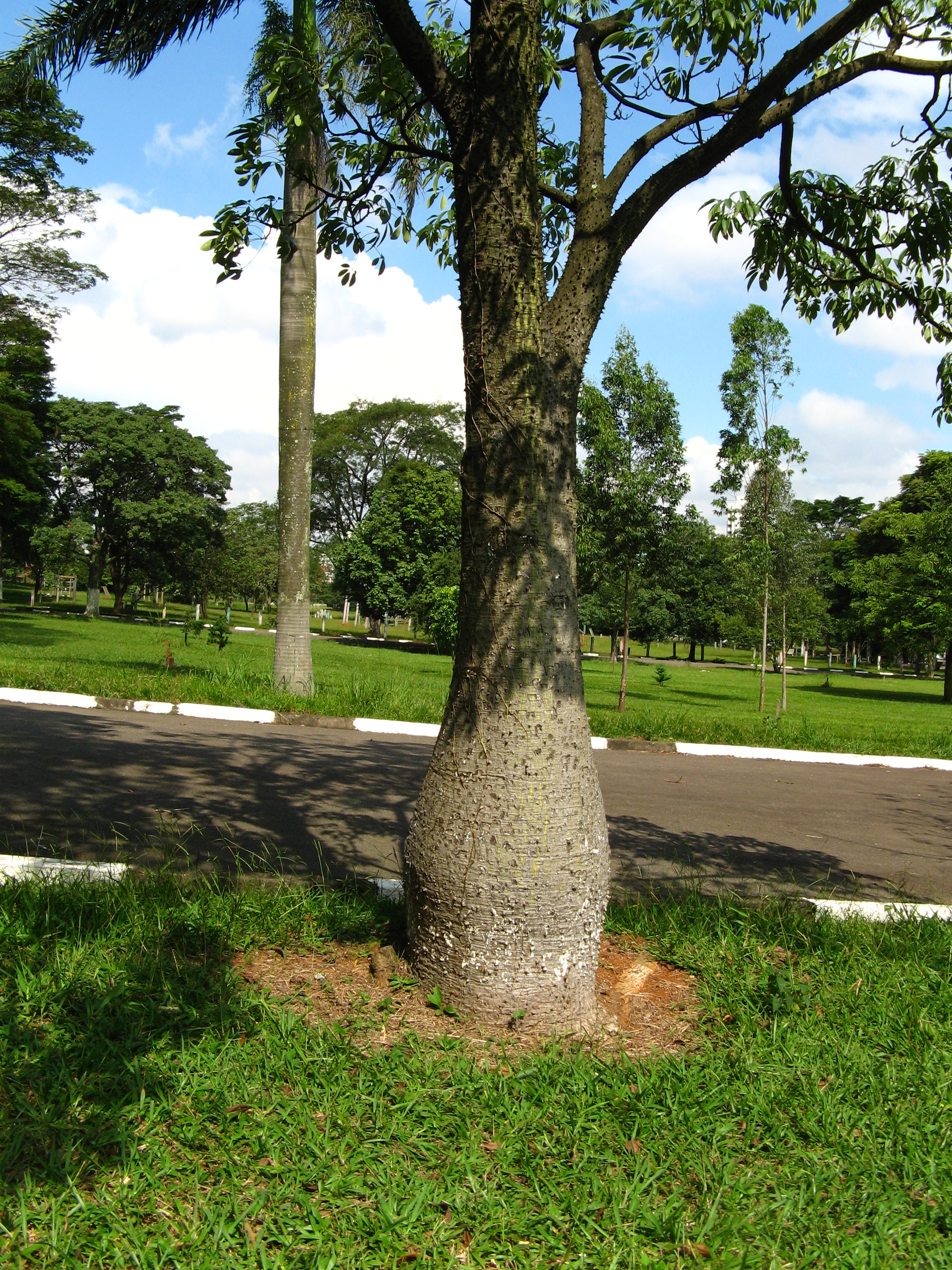
Alguns caules ficam assim, daí o nome barriguda
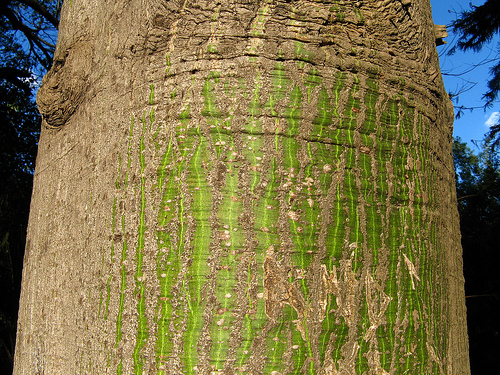
Tecido fotossintético verde brilhante em caule
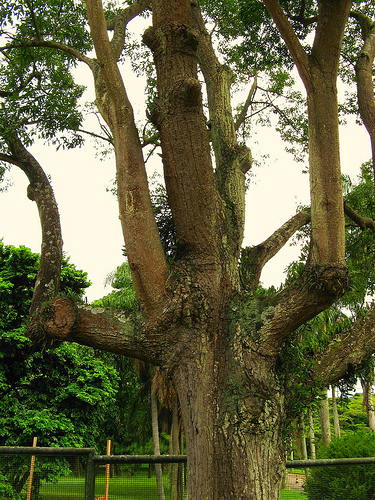
Paineira de mais de meio século; tronco e galhada sem espinhos e com grossa crosta na casca....
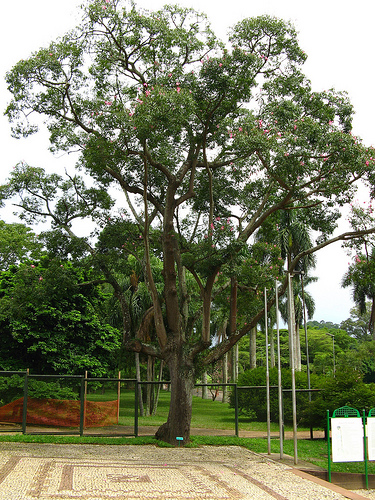
… e com poucas flores; jardim Botânico de São Paulo
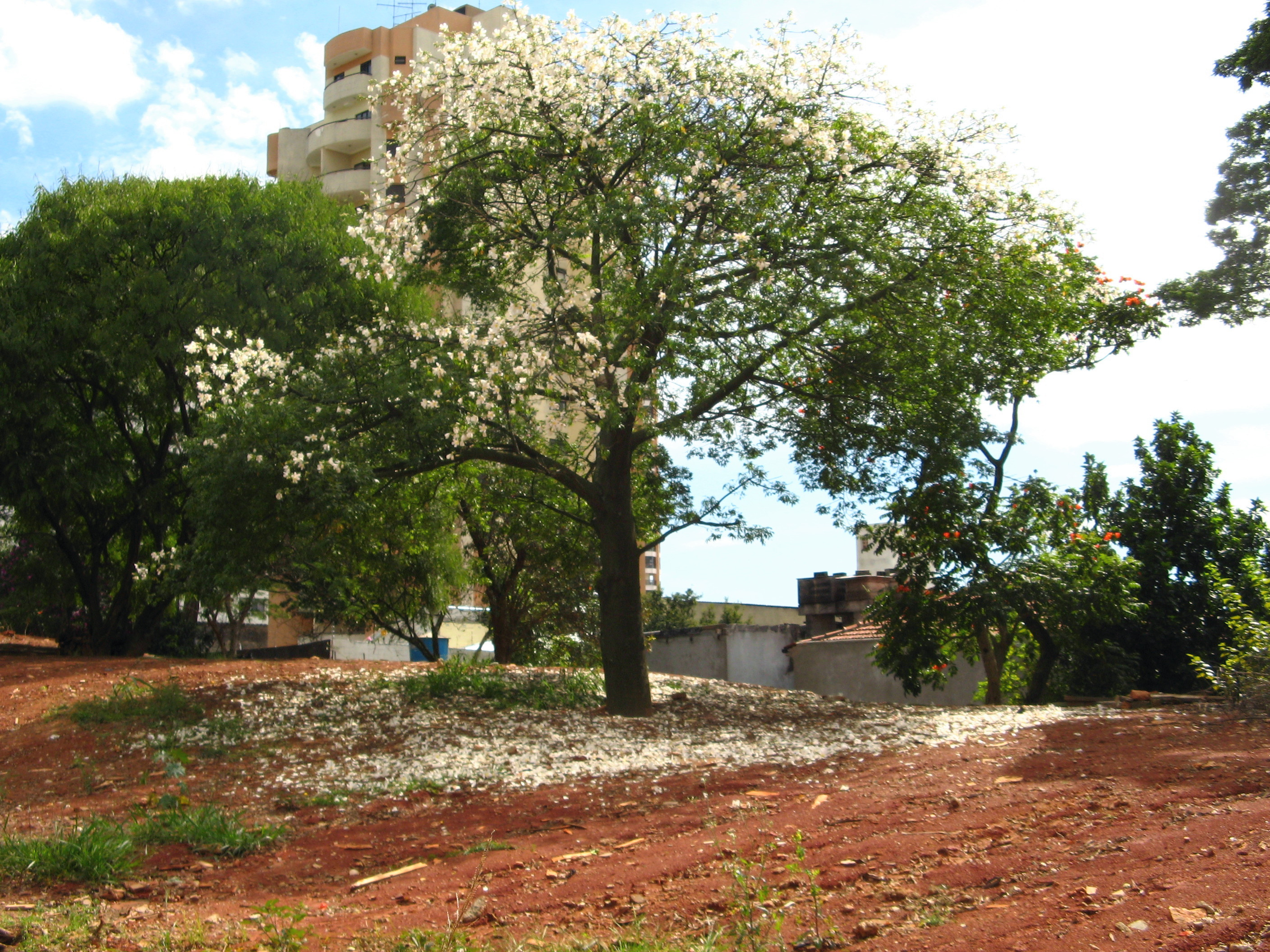
Paineira-branca em São Paulo - SP (C.  glaziovii)
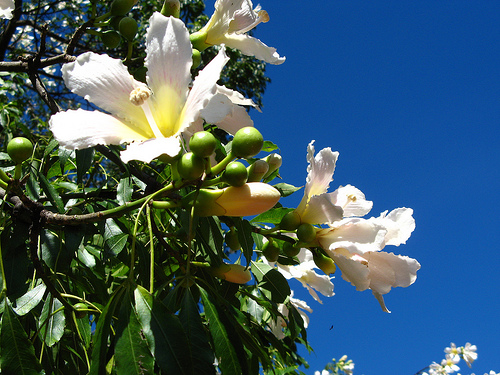
Flores de paineira-branca
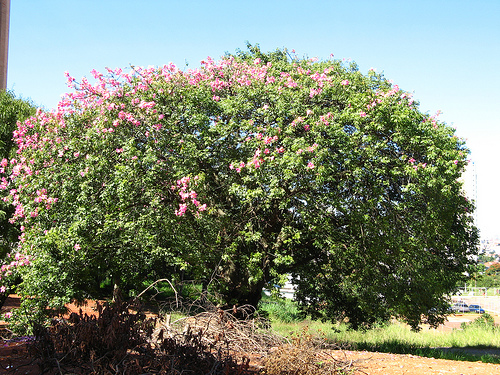
Normalmente decídua, esta não perdeu as folhas ao florir
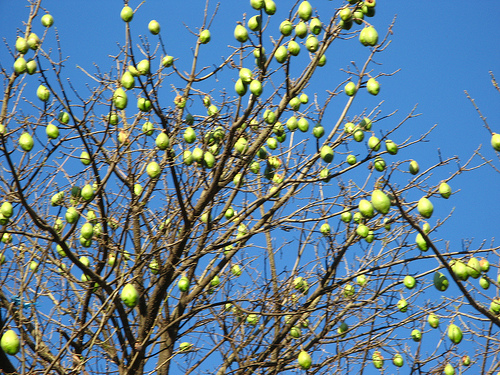
Frutos
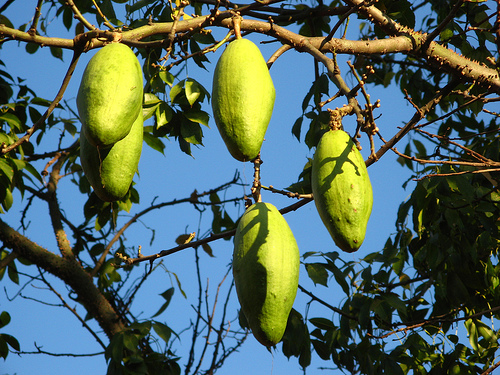
Frutos
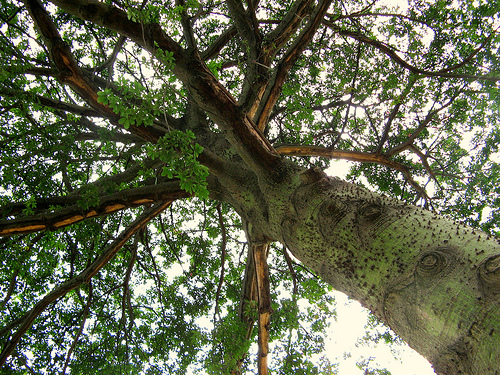
Tecidos fotossintéticos também nesta enorme paineira
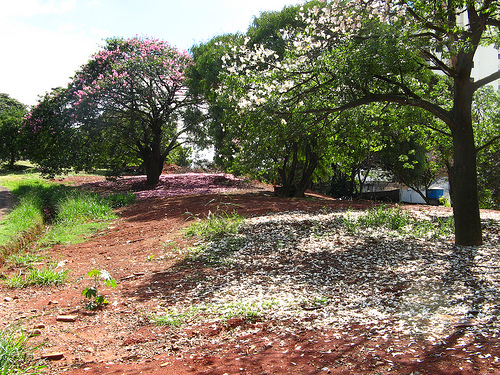
Paineiras rosa e branca derrubam flores; outono em São Paulo
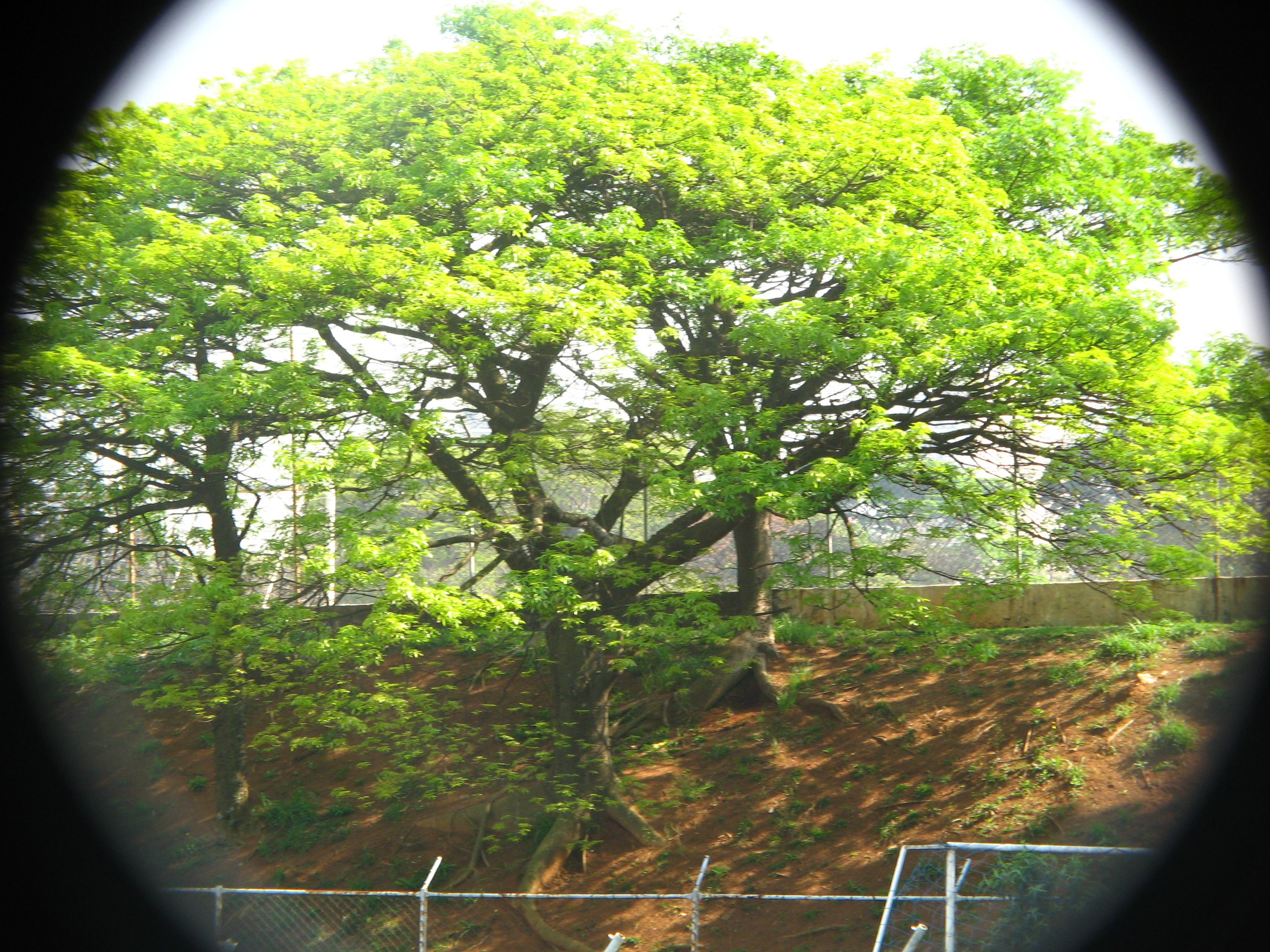
Nova folhagem verde-claro brilhante, no fim do inverno, na cidade de São Paulo
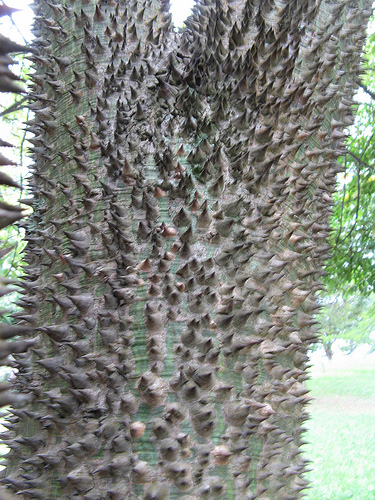
Esta enorme paineira manteve os acúleos.
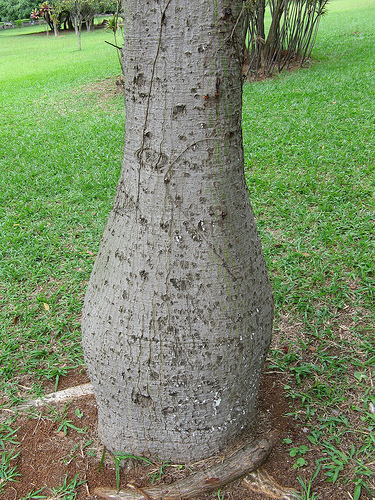
Detalhe da "barriga"
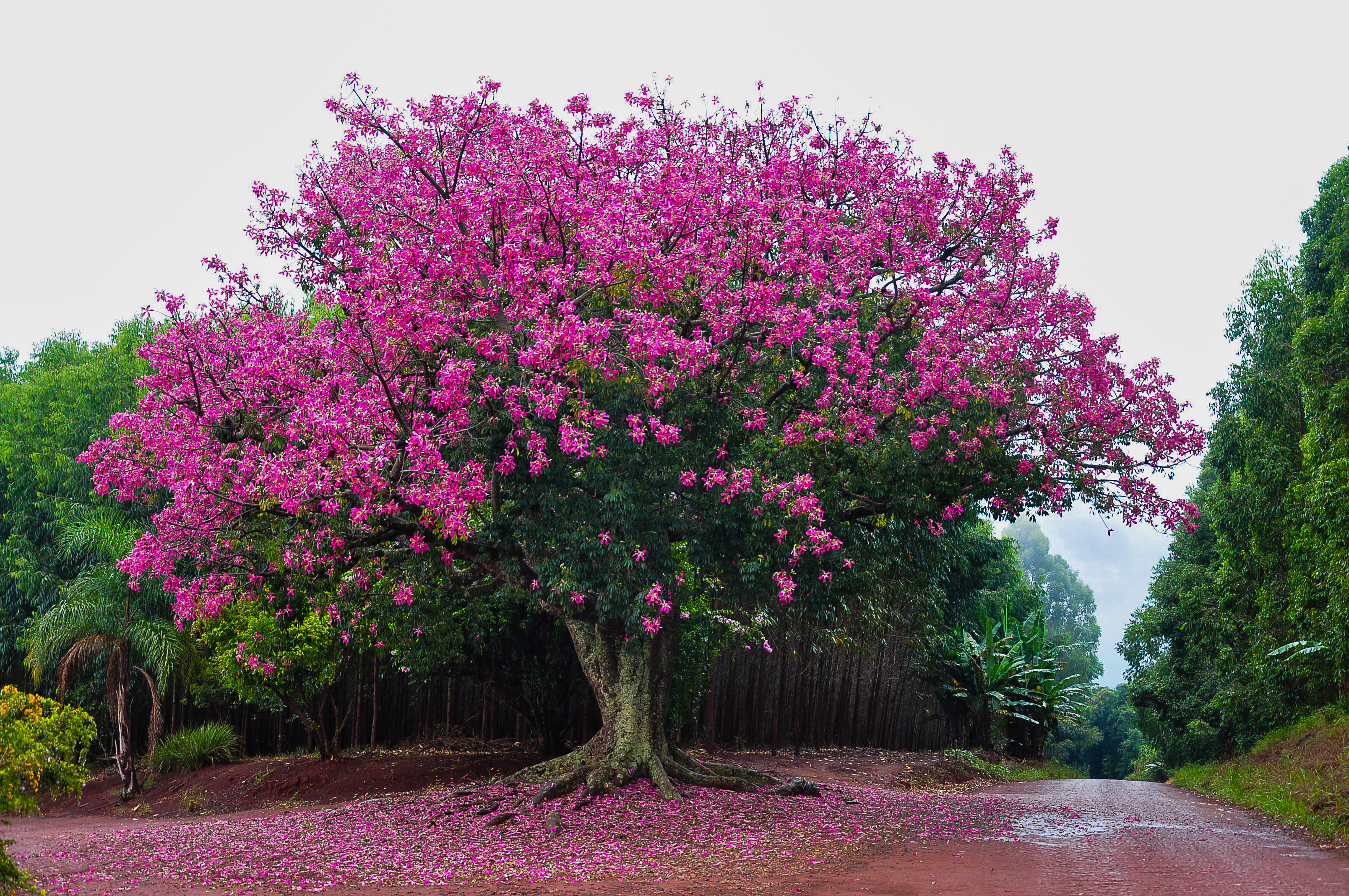
Paineira florida